# 三角笑里
MISSEMILY（みすえみり、4月7日 - ）は、日本のアイドル。福岡県出身。

## 来歴
- 2003年　REV（現Rev. from DVL）に加入
- 2009年8月　REV を脱退
- 2011年3月27日　LinQ に加入
- 2011年10月31日　LinQを引退[2]
- 2012年3月4日　4th Count に加入
- 2013年5月9日　4th Count を卒業
- 2013年12月27日　KRD8に加入
- 2018年1月17日　KRD8を強制契約解除される[3]
- 2018年4月16日　ロックアイドルユニット・the mishmash結成
- 2020年6月28日　the mishmashを卒業
- 2020年7月1日　自身で発足したNO MISS RECORDS第一弾アーティストとしてMISSEMILYのソロ活動を開始
- 2022年5月22日　ハイブリッドロックアイドル・NiL結成

## 人物
趣味は、筋トレ、節約。特技は、舌が鼻につく、どこでも寝られる。
一度アイドルを辞めた後、大学で取得した言語聴覚士の資格を生かし、福岡の介護施設で働いていた。しかしアイドルの夢を諦めきれず「KRD8」に加入。2015年に姫路市内に移住した。

## 主な出演

### テレビ番組
- 特別番組『第66回 姫路お城まつり』（サンテレビ、2015年5月30日）
- KRD8の半なまっ（ウインクひめじチャンネル、2015年9月1日 - 番組終了）
- COUNT DOWN TV（TBSテレビ、2016年2月6日）

### 舞台
- アリスインプロジェクト「暁!!三國学園 オルタナティブ[6]」（2017年11月29日 - 12月3日、in→dependent theatre 2nd） - 月組 夏侯冬華 役

- 劇団ZTON「狂犬-やまいぬ-」（2018年4月5日 - 4月8日、in→dependent theatre 2nd） - 主演 岡田以蔵 役